# HMS Norfolk (1757)
HMS Norfolk (Корабль Его Величества «Норфолк») — 74-пушечный линейный корабль третьего ранга. Второй корабль Королевского флота, 
названный HMS Norfolk, в честь герцогов Норфолк или графства Норфолк. Второй линейный корабль типа Dublin. Относился к так называемым «обычным 74-пушечным кораблям», нёс на верхней орудийной палубе 18-фунтовые пушки. Заложен 18 ноября 1755 года. Спущен на воду 28 декабря 1757 года на королевской верфи в Дептфорде. Принял участие во многих морских сражениях Семилетней войны, после окончания которой вернулся в Англию и был отправлен на слом.

## Служба
Первым командиром Norfolk был капитан Роберт Хьюз. В качестве флагмана коммодора сэра Пэрси Бретта Norfolk, как и его 
предшественник Norfolk, был отправлен в Вест-Индию, куда в ноябре 1758 года он отплыл сопровождая флот, перевозящий жизненно важные припасы и шесть пехотных полков для усиления региона.
По прибытии в Вест-Индию в январе 1759 года, Norfolk вошел в состав эскадры Подветренных островов под командованием коммодора Джона Мура. В составе этой эскадры принял участие в неудачном нападении на Мартинику 16-19 января 1759 года. Британцы попытались высадиться в районе Фор-де-Франс, но не смогли найти подходящего места для высадки. Кроме того судам эскадры не удалось обстрелять форты города, находящиеся на заметном возвышении. Тогда британцы попытались атаковать Сен-Пьер, но бомбардировка города 19 января не принесла заметных результатов, и Перегрин Хопсон, командующий силами вторжения, принял решение отступить.
Norfolk принял участие в еще одной экспедиции, предпринятой Хопсоном — во вторжении в Гваделупу в январе - апреле 1759 года. После обстрела Бас-Тера 24 января британские войска высадились на берег. Несмотря на упорное сопротивление противника и начавшиеся эпидемии, британские войска смогли установить контроль над островом и 1 мая французский губернатор вынужден был подписать капитуляцию. Большой вклад в победу внесла и эскадра коммодора Мура, которая 13 февраля атаковала Форт-Луис и вынудила его сдаться.
В 1760 году Norfolk был переведен в Ост-Индию, где он стал флагманом командующего станцией контр-адмирала Чарльза Стивенса. В составе эскадры Стивенса Norfolk принял участие в завершающем этапе индийской кампании Семилетней войны — осаде Пондишерри. Сухопутные войска всё ближе подходили к городу, а флот прервал подвоз провианта из имевшихся ещё в руках французов факторий. В столице французской Индии начался голод и 16 января 1761 года французы капитулировали, а Пондишерри был занят англичанами.
В 1762 году Norfolk был флагманом вице-адмирала Сэмюэля Корниша во время филиппинской кампания Семилетней войны 24 сентября - 6 октября 1762 года. 23 сентября флот прибыл в Манильский залив и высадил десант на берег. В Маниле имелось для обороны около пятисот солдат из Мехико и неизвестное число местных добровольцев. 10 октября, после перестрелки, в которой британцы потеряли 26 человек убитыми, а испанцы — 178 убитыми и ранеными, Манила сдалась. Во время операции был убит лейтенант Портер с Norfolk. Он оказался единственной жертвой во всей эскадре.
В 1764 году Norfolk вернулся в Англию, где был отправлен в резерв в Портсмуте. Он оставался в резерве до 1774 года, после чего был отправлен на слом и разобран.